# Насиров, Рафик Алиш оглы
Насиров Рафик Алиш оглы (азерб. Rafiq Əliş oğlu Nəsirov; 27 мая 1947, Петропавловка, Азербайджанская ССР, СССР — 29 ноября 2024) — азербайджанский художник. Народный художник Азербайджана (2007).

## Биография
Родился 27 мая 1947 года в городе Сабирабад. В 1961 году поступил на архитектурный факультет Политехнического техникума. После окончания техникума в 1964 году поступил на архитектурный факультет Азербайджанского политехнического института.
С 1969 года работал архитектором на Азербайджанской киностудии им. Дж. Джаббарлы. С 1980 года заведовал отделом декоративных устройств. С этого же года работал дизайнером.
Является художником-постановщиком более 50 полнометражных и короткометражных художественных фильмов.
Умер 29 ноября 2024 года в возрасте 77 лет.

## Фильмография
- Как художник:

1. «Bədbəxtliyin astanasında» (1977) (короткометражный художественный фильм)
2. «Əzablı yollar» (1982) (художественный фильм)
3. «Семь красавиц» (1982) (художественный фильм)
4. «Musiqili xaş» (1984) (короткометражный художественный фильм)
5. «Украли жениха» (1985) (художественный фильм)
6. «Cin mikrorayonda» (1985) (художественный фильм)
7. «Окно печали» (1986) (художественный фильм)
8. «Araqarışdıran» (1987) (художественный фильм)
9. «Чёртик под лобовым стеклом» (1987) (художественный фильм)
10. «Meyl» (1988) (короткометражный художественный фильм)
11. «Мерзавец» (1988) (художественный фильм)
12. «Dəvətnamə» (1989) (короткометражный художественный фильм)
13. «Sahilsiz gecə» (1989) (художественный фильм)
14. «Zirzəmi» (1990) (художественный фильм)
15. «Обручальное кольцо» (1991) (художественный фильм)
16. «Газельхан» (1991) (художественный фильм)
17. «Nakəs» (1991) (художественный фильм)
18. «Окно» (1991) (художественный фильм)
19. «Təbəssüm» (1992) (короткометражный художественный фильм)
20. «Həm ziyarət, həm ticarət» (1995) (художественный фильм)
21. «Yük» (1995) (художественный фильм)
22. «Комната в отеле» (1998) (художественный фильм)
23. «Сары Гялин» (1998) (художественный фильм)
24. «Nə gözəldir bu dünya» (1999) (полнометражный художественный фильм)
25. «Dronqo» (сериал, 2002)
26. «Hacı Qara» (2002) (художественный фильм)
27. «Ovsunçu» (2002) (художественный фильм)
28. «Küçələrə su səpmişəm» (2004) (художественный фильм)
29. «Три девушки» (2007) (художественный фильм)
30. «Biz qayıdacağıq» (2007) (художественный фильм)
31. «Məhkumlar» (2007) (художественный фильм)
32. «Ev» (2007) (короткометражный художественный фильм)
33. «Günaydın, mələyim!» (2008) (художественный фильм)
34. «Cavad xan» (2009) (художественный фильм)
35. «İstanbul reysi» (2010) (художественный фильм)
36. «İlahi məxluq» (2011) (художественный фильм)
37. «Vəkil hanı?» (2011) (художественный фильм)
38. «Степняк» (2012) (художественный фильм)
39. «Град» (2012) (художественный фильм)
40. «Не бойся, я с тобой! 1919» (2013) (художественный фильм)
41. «4.1 şəhər motivləri» (2015) (киноальманах)
42. «Прерванные воспоминания» (2015) (художественный фильм)
43. «Həddən artıq uyğunluq» (2016) (художественный фильм)
44. «Azərbaycan xanlıqları» (фильм)
45. «Mərmər soyuğu»
46. «Nar bağı»

- Как декоратор:

1. «Крик» (1993) (художественный фильм)

- Как актёр:

1. «Bədbəxtliyin astanasında» (1977) (короткометражный художественный фильм)

## Награды
- Заслуженный артист Азербайджана (18 декабря 2000)[3]
- Премия «Хумай» (2003)
- Народный артист Азербайджана (1 августа 2007)[4]
- Индивидуальная стипендия Президента Азербайджанской Республики (31 июля 2017, за заслуги в развитии азербайджанского кинематографа)[5]
- «Золотая фея» (2018, премия Азербайджанской киноакадемии в номинации «Лучшая артистическая работа» за фильм «Танец добра и зла»).
- Национальная кинопремия Союза кинематографистов Азербайджана (2022)